# Oprogramowanie jako usługa
Oprogramowanie jako usługa (ang. software as a service, w skrócie SaaS) – model usługi chmury obliczeniowej umożliwiający odbiorcy usług wykorzystanie aplikacji uruchomionych na infrastrukturze chmury dostarczanej przez dostawcę usług dostępnej na różnych urządzeniach klienckich za pośrednictwem np. przeglądarki internetowej lub klienta aplikacji oraz w przypadku której odbiorca usług nie zarządza, ani nie kontroluje infrastruktury chmury, w tym sieci, serwerów, systemów operacyjnych, pamięci masowej, a nawet parametrów konfiguracyjnych aplikacji, z wyjątkiem ograniczonych ustawień konfiguracji aplikacji specyficznych dla użytkownika.
Model ten eliminuje potrzebę instalacji i uruchamiania programu na komputerze klienta. Model SaaS przerzuca obowiązki instalacji, zarządzania, aktualizacji, pomocy technicznej z klienta na dostawcę usługi. W efekcie użytkownik oddaje kontrolę nad oprogramowaniem dostawcy i obowiązek zapewnienia ciągłości jego działania.
Istotą biznesową oprogramowania w modelu SaaS, decydującą o jej rosnącej popularności jest to, że użytkownik kupuje działające rozwiązanie o określonej funkcjonalności bez konieczności wchodzenia w zagadnienia związane z infrastrukturą informatyczną oraz zapleczem technicznym. W wielu przypadkach SaaS umożliwia dostęp do najnowszych technologii informatycznych bez długotrwałych wdrożeń i dużych inwestycji.
Model SaaS zakłada najczęściej cykliczne opłaty (abonament) za dostęp do programu, staje się to dla użytkownika wydatkiem stałym, a nie jednorazowym w momencie zakupu. Z punktu widzenia dostawcy SaaS zapewnia lepszą ochronę jego własności intelektualnej, producent może we własnym zakresie udostępniać swoją aplikację lub przekazać to zadanie wyspecjalizowanej firmie.

## Model dystrybucji
W tym modelu klient otrzymuje potrzebne mu funkcje danego oprogramowania. Korzysta z oprogramowania, jakiego potrzebuje. Nie interesuje go ani sprzęt, ani środowisko pracy. Ma zapewniony dostęp do konkretnych, funkcjonalnych narzędzi – niekoniecznie połączonych ze sobą jednolitym interfejsem. Programy działają na serwerze dostawcy. Klient nie jest zmuszony nabywać na nie licencji. Płaci jedynie za ich użycie (każdorazowo, w formie abonamentu bądź w dowolnym udostępnionym przez usługodawcę trybie), a dostęp do nich uzyskuje na żądanie.
Minusem jest to, że klient nie może dokonać zmian w aplikacji, nie ma również wpływu na jej rozwój (a przynajmniej nie w stopniu decydującym). Chmurę tego typu udostępniają między innymi Google (Google Workspace), Salesforce (system CRM), Microsoft (Outlook, Windows Live, OneDrive), czy Comarch (program Comarch ERP Optima).

## Kwestie prawne
Dystrybucja programu w modelu SaaS nie wiąże się zazwyczaj z koniecznością zawierania umowy licencyjnej, gdyż jego użytkownik nie wkracza najczęściej w zakres praw autorskich (art. 74 ust. 4 pkt. 1 Ustawy o prawie autorskim i prawach pokrewnych). Sytuacja taka występuje, gdy przy udostępnianiu oprogramowania nie dochodzi do jego powielania w komputerze odbiorcy. Jeżeli do kopiowania dochodzi – użytkowanie programu w modelu SaaS wchodzi w domenę praw autorskich, a co za tym idzie, wymagana jest licencja. Zagadnienie to istotne jest przede wszystkim ze względu na kwestie rozliczeniowe – wydatki na licencję powinny być amortyzowane, natomiast wydatki na usługę na bieżąco pomniejszają przychód.

## Krytyka
Forma oprogramowania SaaS jest m.in. krytykowana przez Richarda Stallmana oraz Fundację Wolnego Oprogramowania i ochrzczona terminem Usługi zastępującej oprogramowanie (ang. Service as a Software Substitute - SaaSS). Głównym argumentem przeciwko SaaS (lub SaaSS) jest to, że użytkownik tego typu aplikacji nie ma kontroli nad oprogramowaniem i nie wie, co tak naprawdę aplikacja robi i w jaki sposób przetwarza dane użytkownika.